# Wehrkreis XX

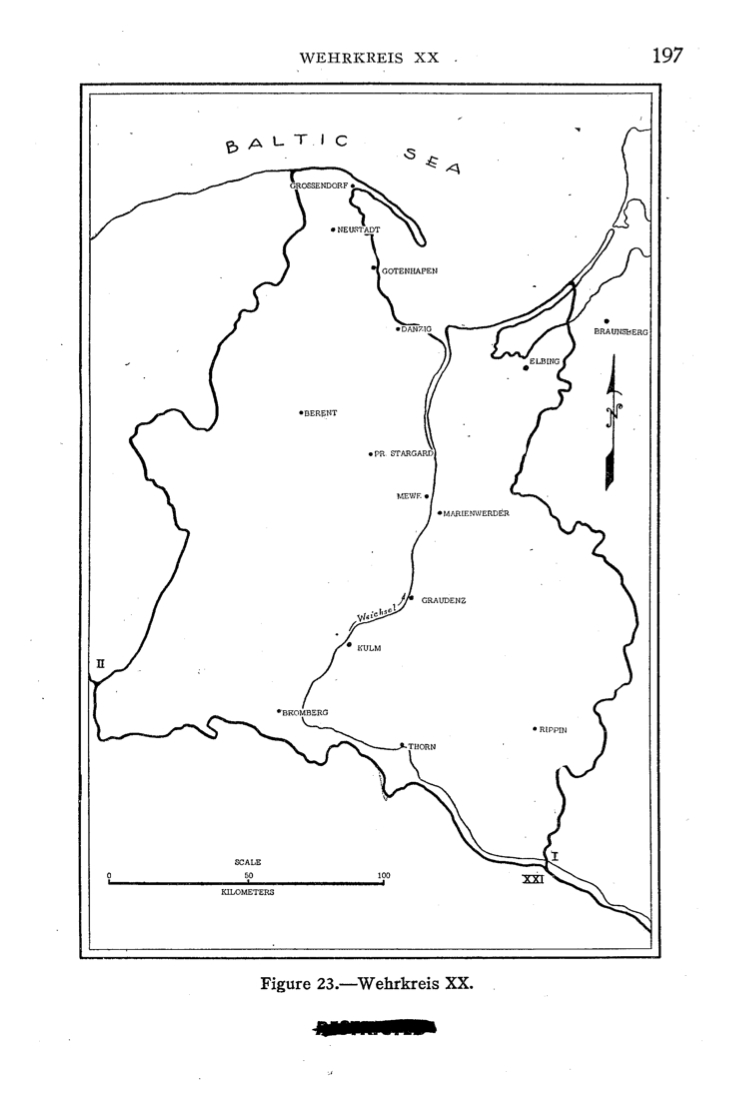
Carte du Wehrkreis XX fin 1943.

Le Wehrkreis XX (WK XX) était la 20e région militaire allemande pour la Wehrmacht qui comprenait la Prusse-Occidentale et Dantzig créée après la campagne de Pologne et l'annexion de ces régions à l'Allemagne, en octobre 1939. 

## Historique
Le WK XX est créée le 22 octobre 1939 à partir du Militär-Befehlshaber Danzig-Westpreussen (Commandement militaire de Dantzig/Prusse-Orientale). Le siège administratif de la 20e région militaire était à Dantzig. 

## Divisions administratives
La 20e région militaire allemande comprenait une zone d'affectation (Wehrersatzbezirk Danzig) et sept sous-zones d'affectation (Wehrbezirkr) : 
- Danzig
- Neustadt in Westpreussen
- Preußisch Stargard
- Marienwerder
- Graudenz
- Bromberg
- Thorn

## Gouverneurs (Befehlshaber)
Les gouverneurs de la 20e région militaire:
1. General der Infanterie Max Bock (en): 23 octobre 1939 - 30 avril 1943
2. General der Infanterie Bodewin Keitel (en): 30 avril 1943 - 30 novembre 1944
3. General der Infanterie Karl Specht (en): 1er décembre 1944 - 15 mars 1945